# Leufroyia erronea
Leufroyia erronea is een slakkensoort uit de familie van de Raphitomidae.
De wetenschappelijke naam van de soort is voor het eerst geldig gepubliceerd in 1884 door Monterosato.